# Sandra Kleinová
Sandra Kleinová (ur. 8 maja 1978 w Pradze) – czeska tenisistka.

## Kariera
Swój pierwszy turniej ITF wygrała w grze podwójnej w 1994 w Witkowicach z Denisą Chládkovą. W 1995 była w 4 finałach tych rozgrywek, dwa z nich wygrała. Natomiast w deblu osiągnęła dwa finały, w jednym zwyciężyła. Rok później triumfowała w ITF'ie w Sztokholmie w grze podwójnej. W 1997 dotarła do trzeciej rundy Australian Open po przebrnięciu kwalifikacji. W drugiej rundzie wygrała z Francuzką Anne-Gaëlle Sidot 6:4, 4:6, 8:6. Z turnieju wyeliminowała ją Amerykanka Chanda Rubin. Pod koniec roku dotarła do ćwierćfinału Zurich Open. We wcześniejszych rundach tego turnieju wygrała z Magdaleną Maleewą i Iriną Spîrleą. W 1998 notowała systematyczny spadek w dół rankingu WTA. Rok 1999 to dwa wygrane ITF'y w Pradze oraz Redbridge w grze pojedynczej. W 2000 odpadła w drugiej rundzie US Open po porażce z Anną Kurnikową. Kolejny turniej ITF wygrała w 2002 w grze deblowej. W 2003 była w drugiej rundzie French Open i w ćwierćfinale Sparkassen Cup. W tym drugim wygrała m.in. z Francescą Schiavone i Malejewą. W 2004 po wygranej nad Jeleną Diemientjewą 6:4, 1:6, 6:4 dotarła do drugiej rundy Wimbledonu, gdzie poniosła porażkę z Tamarine Tanasugarn. Osiągnęła także półfinał Collector Swedish Open. W 2005 wygrała turnieje ITF w Belfort (wygrane m.in. z Pauline Parmentier, Albertą Brianti i Cwetaną Pironkową) oraz w Boltonie (zwycięstwa m.in. z Anne Keothavong, Joanną Sakowicz, Karoliną Kosińską czy Jarosławą Szwiedową). Dwa lata później zakończyła karierę.

## Wygrane turnieje rangi ITF
| turnieje z pulą nagród 100 000 $ |
| turnieje z pulą nagród 75 000 $  |
| turnieje z pulą nagród 50 000 $  |
| turnieje z pulą nagród 25 000 $  |
| turnieje z pulą nagród 15 000 $  |
| turnieje z pulą nagród 10 000 $  |

### Gra pojedyncza
|    | Data       | Turniej   | ($)    | Naw.     | Finalistka          | Wynik         |
| 1. | 16/01/1995 | Turku     | 10 000 | twarda   | Sofia Finer         | 6:4, 7:6(4)   |
| 2. | 30/01/1995 | Rungsted  | 10 000 | dywanowa | Karin Ptaszek       | 6:2, 6:7, 6:1 |
| 3. | 21/02/1999 | Redbridge | 25 000 | twarda   | Louise Latimer      | 6:2, 6:1      |
| 4. | 19/12/1999 | Průhonice | 25 000 | twarda   | Adriana Jerabek     | 6:2, 6:3      |
| 5. | 30/01/2005 | Belfort   | 25 000 | twarda   | Cwetana Pironkowa   | 6:4, 6:3      |
| 6. | 09/10/2005 | Bolton    | 25 000 | twarda   | Jarosława Szwiedowa | 0:6, 6:3, 6:3 |